# (99942) Apofis

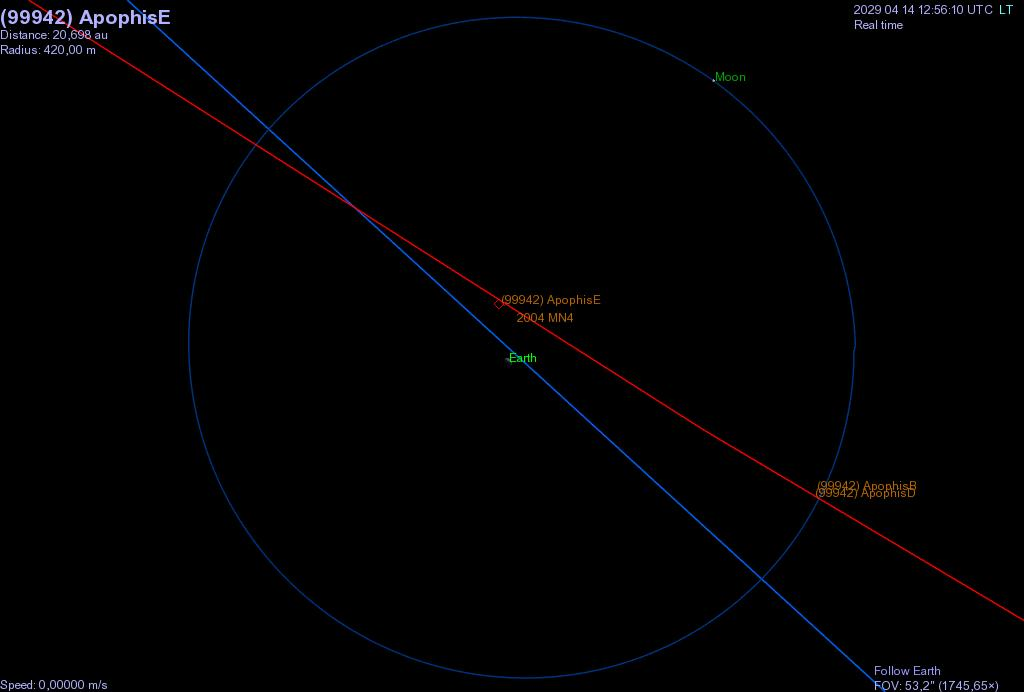
Órbita de Apofis el 14 de abril de 2029 a su paso por la Tierra.

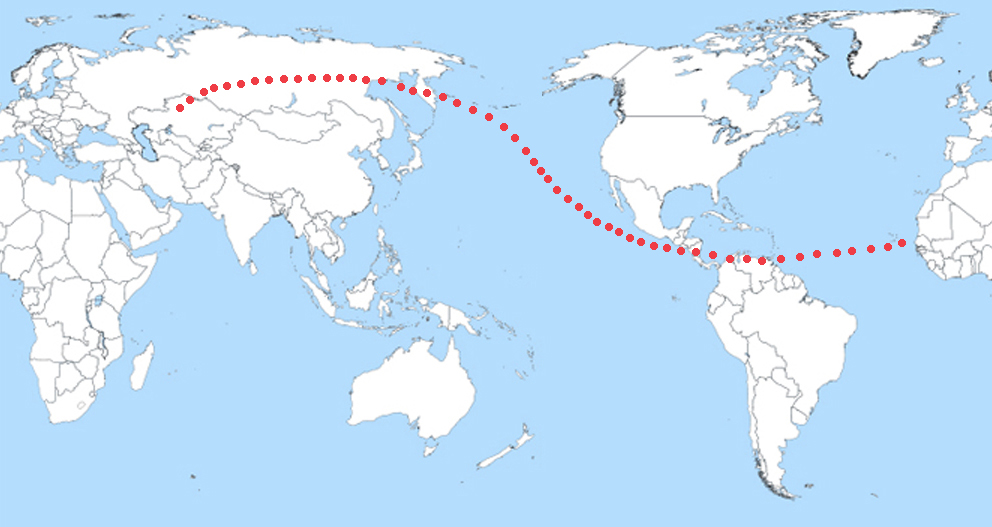
Trayectoria de riesgo donde se estimó que (99942) Apophis podría impactar la Tierra en 2036. Más tarde se desestimó este cálculo.

(99942) Apofis (conocido anteriormente por su designación provisional 2004 MN4) es un asteroide Atón, con una órbita próxima a la de la Tierra (objeto próximo a la Tierra). En diciembre de 2004, algunas observaciones indicaban una probabilidad relativamente alta de colisión con la Tierra (del 2,70 %) en el año 2029. Sin embargo, observaciones adicionales ayudaron a mejorar el cálculo de la órbita, demostrando remota la posibilidad de un impacto con la Tierra o la Luna en 2029. Aun así, persistía la posibilidad de que durante el encuentro cercano de 2029 con la Tierra, Apofis pasase por una «cerradura gravitacional», una región muy precisa del espacio de no más de 400 m de diámetro, que lo situaría en trayectoria de colisión para un futuro impacto el día 13 de abril de 2036. 
Esta posibilidad mantuvo al asteroide en el nivel 1 de la escala de Turín hasta agosto de 2006. Nuevas observaciones de la trayectoria de Apofis revelaron que muy probablemente no pasará por la «cerradura», por lo que el 5 de agosto de 2006, Apofis fue rebajado al nivel 0 de la escala de Turín. El 19 de octubre de 2006, la probabilidad de impacto estimada para el 13 de abril de 2036 era de 1 entre 45 000. Se ha identificado otra posible fecha de impacto en 2037, pero las probabilidades de colisión durante ese encuentro son de 1 entre 12,3 millones. También se ha calculado que si no colisiona en 2037 volvería a pasar cerca de la Tierra en 2068.
Tras el acercamiento del 9 de enero de 2013, el Laboratorio de Propulsión a Reacción de la NASA descartó la posibilidad de una colisión de este asteroide, tanto en 2029 como en 2036.

## Descubrimiento
Fue descubierto el 19 de junio de 2004 por Roy A. Tucker, David J. Tholen, y Fabrizio Bernardi, desde el Observatorio Nacional de Kitt Peak, en Arizona (EE. UU.). Sólo pudo ser observado durante dos noches, y no volvió a ser visto hasta que, el 18 de diciembre del mismo año, fue redescubierto por Gordon Garradd desde Australia. En los días que siguieron, otras observaciones desde diversos puntos del planeta permitieron al Centro de Planetas Menores confirmar la conexión entre ambos descubrimientos.

## Características
Pertenece al grupo de los asteroides Atón, asteroides con una órbita de semieje mayor menor de una unidad astronómica. En particular, Apofis tiene un periodo orbital de 323,513 días en completar una órbita alrededor del Sol.
Basándose en su brillo, su longitud se estimó en 415 m; una estimación más refinada basada en observaciones espectroscópicas mediante el Infrared Telescope Facility de la NASA situado en Hawái, ofreció una medida de 250 m. Su masa ha sido estimada en 2,1×1010 kg.[cita requerida] Las observaciones de enero de 2013 corrigieron este tamaño a 325 m.
Está situado a una distancia media del Sol de 0,9222 ua, pudiendo alejarse hasta 1,098 ua y acercarse hasta 0,7460 ua. Su excentricidad es 0,191 y la inclinación orbital 3,331 grados.
La magnitud absoluta de Apophis es 19,7. Está asignado al tipo espectral Sq según la clasificación SMASSII.

## Nombre
Inicialmente recibió la designación provisional 2004 MN4. Cuando su órbita pudo ser calculada con suficiente exactitud, recibió el número permanente 99942 (el 24 de junio de 2005), convirtiéndose en el primer asteroide numerado con probabilidades de colisión con la Tierra. El hecho de recibir un número lo hizo candidato a ser bautizado, y poco después recibió el nombre «Apofis» (19 de julio de 2005). Apofis es el nombre griego del antiguo dios egipcio Apep, «el destructor», que habita en la oscuridad eterna del Duat (inframundo) y cada noche intenta destruir el Sol (el dios Ra).
Aunque el Apofis mitológico resulta ser una fuente apropiada, es sabido que Tholen y Tucker (dos de los descubridores) son fanes de la serie de televisión Stargate SG-1. En las primeras temporadas de la serie, el principal enemigo de los humanos es un alienígena llamado Apophis, que toma el nombre del dios egipcio, y cuyo principal objetivo es destruir la Tierra.

#### Observaciones de 2005 y 2011
En julio de 2005, el ex astronauta del Apolo Rusty Schweickart, como presidente de la Fundación B612, solicitó formalmente a la NASA que investigue la posibilidad de que la órbita del asteroide posterior a 2029 esté en resonancia orbital con la Tierra, lo que aumentaría la probabilidad de impactos futuros. Schweickart también pidió a la NASA que investigue si se debe colocar un transpondedor en el asteroide para permitir un seguimiento más preciso de cómo se ve afectada su órbita por el efecto Yarkovsky. El 31 de enero de 2011, los astrónomos tomaron las primeras imágenes nuevas de Apophis en más de 3 años.

Ilustración de una tendencia común en la que las regiones de incertidumbre cada vez más reducidas dan como resultado un aumento de la probabilidad de impacto de asteroides seguido de una disminución brusca.

#### Refinamiento 2013
El enfoque cercano en 2029 alterará sustancialmente la órbita del objeto, lo que provocará que Jon Giorgini de JPL diga: "Si obtenemos un alcance de radar en 2013 [la próxima buena oportunidad], deberíamos poder predecir la ubicación de MN4 2004 al menos 2070." Apophis pasó a 0,0966 UA (14 451 166,8 km) de la Tierra en 2013, permitiendo a los astrónomos refinar la trayectoria para futuros pases cercanos. Justo después del enfoque más cercano el 9 de enero de 2013, el asteroide alcanzó su punto máximo en una magnitud aparente de alrededor de 15.7. Goldstone observó a Apophis durante ese acercamiento del 3 al 17 de enero. El Observatorio de Arecibo observó a Apophis una vez que entró en la ventana de declinación de Arecibo después del 13 de febrero de 2013.
Una evaluación de la NASA del 21 de febrero de 2013 que no utiliza las mediciones de radar de 2013 arrojó una probabilidad de impacto de 2.3 en un millón para 2068. Al 6 de mayo de 2013, utilizando observaciones hasta el 15 de abril de 2013, las probabilidades de un impacto el 12 de abril de 2068, calculadas por la tabla de riesgo de JPL Sentry, habían aumentado a 3.9 en un millón (1 en 256 000).

Con los nuevos datos proporcionados por los observatorios de Magdalena Ridge y Pan-STARRS, junto con los de Goldstone Solar System Radar, podemos efectivamente descartar la posibilidad de un impacto de Apophis con la Tierra en 2036. Las probabilidades de impacto según los últimos cálculos son de 1 entre un millón, lo que nos hace sentir cómodos al afirmar que descartamos la posibilidad de impacto.
NASA en 2013

#### Observaciones 2015
Apophis no se ha observado desde 2015, principalmente porque su órbita lo ha puesto muy cerca del Sol desde la perspectiva de la Tierra. No ha estado a más de 60 grados del Sol en ningún momento desde abril de 2014, y seguirá siéndolo hasta diciembre de 2019. Con las observaciones más recientes de 2015, el impacto del 12 de abril de 2068 es ahora de 6.7 en un millón (1 en 150 000), y el asteroide tiene una probabilidad acumulada de 9 en un millón (1 en 110 000) de impactar la Tierra antes de 2106.

### Enfoques acerca aproximación en 2029/2037/2069
El 13 de mayo de 2029, Apophis pasará cerca de la Tierra dentro de las órbitas de los satélites de comunicación geosincrónicos, pero no estará más cerca de 31 000 km por encima de la superficie de la Tierra. El pase 2029 será mucho más cercano de lo que se había previsto en 2004, cuando el arco de observación fue muy corto. El pase a fines de abril de 2037 no estará más cerca de unos (22×106 km), y lo más probable es que se pierda la Tierra unos (56×106 km).

Galería
Aproximación cercana de Apophis el 13 de abril de 2029 (conocido en febrero de 2005)[20]
La barra blanca indica incertidumbre en el rango de posiciones (como se conoce en febrero de 2005)[20]

## Aproximaciones y peligro de impacto
Poco después de su descubrimiento, diversos sistemas de cálculo de trayectorias de todo el mundo calcularon la próxima fecha de máxima aproximación, coincidiendo todos ellos en el 13 de abril de 2029. En ese día, Apofis brillará como una estrella de magnitud 3,3 (visible a simple vista). Esta aproximación será visible desde Europa, África y el oeste de Asia.
Diversos sistemas de cálculo de trayectorias muestran que la próxima fecha de máxima aproximación será el 13 de abril de 2029. Los expertos pronostican que, en el caso de que Apofis impactara contra la Tierra, lo haría en algún lugar de una zona muy amplia comprendida entre la Península de Kamchatka (Rusia) o en la región de Venezuela.
Seguidamente se calculó también la probabilidad de impacto. Contrariamente a lo habitual, durante los primeros días las nuevas observaciones hicieron aumentar la probabilidad de impacto en lugar de reducirla, llegando hasta un 2,7% (1 entre 37). Esta relativamente alta probabilidad combinada con la medida del asteroide hicieron que Apofis recibiese el nivel 4 en la escala de Turín y 1,10 en la escala de Palermo. Estos valores son los más altos que ningún asteroide haya conseguido jamás.
El 27 de diciembre Apofis fue encontrado en imágenes previas a la fecha de descubrimiento, y el cálculo de su órbita pudo ser afinado, eliminando cualquier posibilidad de colisión para 2029, pero manteniendo un cierto riesgo para 2036.
La Fundación B612 efectuó estimaciones de la ruta que seguiría Apofis si el impacto de 2029 fuese a ocurrir, como parte de una iniciativa que está realizando para desarrollar una estrategia viable para desviar el asteroide con suficiente anticipación. El resultado es un corredor angosto de unos pocos kilómetros de ancho, denominado la «trayectoria de riesgo», la cual se ubica en la parte sur de Rusia, cruzaría el Pacífico, pasando a cientos de kilómetros de las costas de Estados Unidos y México, y luego proseguiría a Costa Rica, continuando por el mar Caribe hasta cruzar por las regiones septentrionales de Colombia y Venezuela, finalizando su recorrido en el Atlántico, poco antes de llegar a África.

### Observaciones más recientes
El 6 de mayo de 2006, cuando el asteroide se encontraba a 42 millones de kilómetros de la Tierra, astrónomos de la NASA volvieron a medir su velocidad mediante el radiotelescopio de Arecibo (Puerto Rico). El resultado fue diferente al esperado en 6 mm/s. Esta corrección, aunque parezca diminuta, con el tiempo será lo bastante grande como para que la trayectoria del asteroide sea diferente a la calculada inicialmente, reduciendo el peligro de impacto con la Tierra.
Probablemente esta haya sido la última oportunidad de obtener buenas medidas de radar de Apofis en varios años, ya que pronto se encontrará demasiado cerca del Sol para poder realizarlas. En 2013 el asteroide volvió a estar en una buena posición para las siguientes observaciones.
Sin embargo, probablemente se pueda observar ópticamente Apofis antes de esta fecha. Para el mes de enero de 2007 se esperaba poder determinar su velocidad de rotación. Se trata de una medición importante, ya que si una cara del asteroide recibe una cantidad de radiación solar sustancialmente mayor que la otra, ésta puede ejercer una pequeña fuerza sobre el asteroide, que con el paso de los años puede cambiar su trayectoria.
A fecha del 24 de mayo de 2006, Apofis continuaba en el nivel 1 de la escala de Turín, aunque desde finales de febrero había sido sobrepasado por el asteroide 2004 VD17. Sin embargo, la aproximación de 2029 alterará significativamente su órbita, haciendo que las predicciones posteriores a dicha fecha sean inciertas.
El 10 de enero de 2013, se determinó que el diámetro del asteroide es de 325 m, en lugar de los 270 m según la Agencia Europea del Espacio, el aumento del 20% del diámetro indica un aumento de 75% en la masa del asteroide.
Según datos actualizados al 8 de octubre de 2014 en la página oficial de la NASA para el estudio de Objetos Cercanos a la Tierra (NEO), Apofis no provocará riesgo de impacto hasta abril de 2060. Aun así las posibilidades son mínimas, 1 entre 10 000 000.
El 26 de marzo de 2021 la NASA, en su página oficial, publica que se descarta la posibilidad de impacto en 2068, y durante los siguientes cien años.

### La falsa corrección
El 4 de abril de 2008, comenzó a propagarse por el mundo una falsa noticia: un niño alemán de trece años había corregido a la NASA en las probabilidades de colisión de Apofis con la Tierra y la NASA había pedido disculpas y aceptado su error.
Este bulo fue publicado inicialmente por la revista Bild-Zeitung, y luego fue difundido al resto del mundo por la agencia AFP. Dicha información indicaba que al estudiante de Potsdam, «le ha bastado un telescopio del instituto de Astrofísica de Potsdam (AIP) y hacer unos cálculos para dejar en ridículo a la NASA».
Posteriormente la NASA ratificó su cálculo, y negó haber tenido ningún contacto con el joven alemán. Donald K. Yeomans le habría informado al blog cosmos4u que no han tenido correspondencia y que la historia es absurda, un bulo, o ambos. Frank Spahn (quien figuraba como respaldo en la patraña) asegura que en enero o febrero había atendido una consulta del niño, pero que nunca se mencionó la idea de una colisión. Y que la siguiente vez que oyó sobre él fue en la publicación de la revista Bild y junto a su nombre. Cuando lo contactó para pedirle una copia del informe, el niño aseguró que un virus había borrado su disco duro y que la única copia la tenía el jurado del concurso (en el que se presentó y ganó).

## Misión don Quijote
Apofis fue uno de los dos asteroides en consideración por la Agencia Espacial Europea para la misión Don Quijote, cuyo objetivo era estudiar los efectos de un impacto con un asteroide.